# Saccopharynx paucovertebratis
Saccopharynx paucovertebratis är en fiskart som beskrevs av Nielsen och Bertelsen, 1985. Saccopharynx paucovertebratis ingår i släktet Saccopharynx och familjen Saccopharyngidae. Inga underarter finns listade i Catalogue of Life.